# Parque metropolitano El Tunal
El parque metropolitano El Tunal es un parque urbano ubicado en la localidad de Tunjuelito en el suroriente geográfico de Bogotá, la capital de Colombia, cerca del Portal Tunal del sistema TransMilenio. Es el más importante parque del sur de la ciudad. Recibe los fines de semana más de 50 000 personas, provenientes de las localidades vecinas de Ciudad Bolívar, Bosa, Rafael Uribe Uribe, San Cristóbal y Tunjuelito.

## Historia
El tradicional parque metropolitano El Tunal nació a principios de los años 1970; entonces contaba con algunas canchas de fútbol y algunos juegos mecánicos, que fueron construidos en un lote que limitaba con el canal San Carlos. En los años 1980 se construyó el estadio de fútbol, en 1997 se inauguraron seis canchas de tenis y dos años después se cerraron las puertas del parque y se le hizo una remodelación.
Para finales de 2001, el distrito había invertido en este terreno recreativo casi 12 mil millones de pesos, fue entonces cuando abrió sus puertas de nuevo. Hoy cuenta con 55 hectáreas dotadas con canchas de fútbol, microfútbol, voleibol y baloncesto y adicionalmente lagos artificiales de tres hectáreas también cuenta con dos pistas de bmx una tipo race o bicicrós y la otra es un skatepark que sirve para otras modalidades.

## Características
Es escenario de actividades como festivales y torneos deportivos. Solo el acceso al coliseo y a algunas canchas tiene costo. Cuenta con canchas de tenis, squash, fútbol, microfútbol y baloncesto. Asimismo, cuenta con dos pistas de patinaje concéntricas, una pista de bicicrós, un coliseo, una plaza de eventos y un templete, lugar que se hizo famoso después de que el papa Juan Pablo II predicó cuando visitó Colombia en 1986.
Cuenta además con una infraestructura de ciclovías, caminos peatonales, aparcamiento para automotores, canchas de fútbol, baloncesto y el servicio integrado de la biblioteca El Tunal.